# دورة ألعاب الكومنولث 2006
دورة ألعاب الكومنولث 2006 أقيمت في ملبورن من 15 مارس 2006 إلى 26 مارس 2006. تم افتتاحها رسميا من قبل إليزابيث الثانية. شارك فيها 4500 رياضياً من 71 بلداً، تنافسو في 245 حدث في 17 رياضة. كان ملعب ملبورن للكريكيت هو الملعب الرئيسي للدورة.

## المشاركون

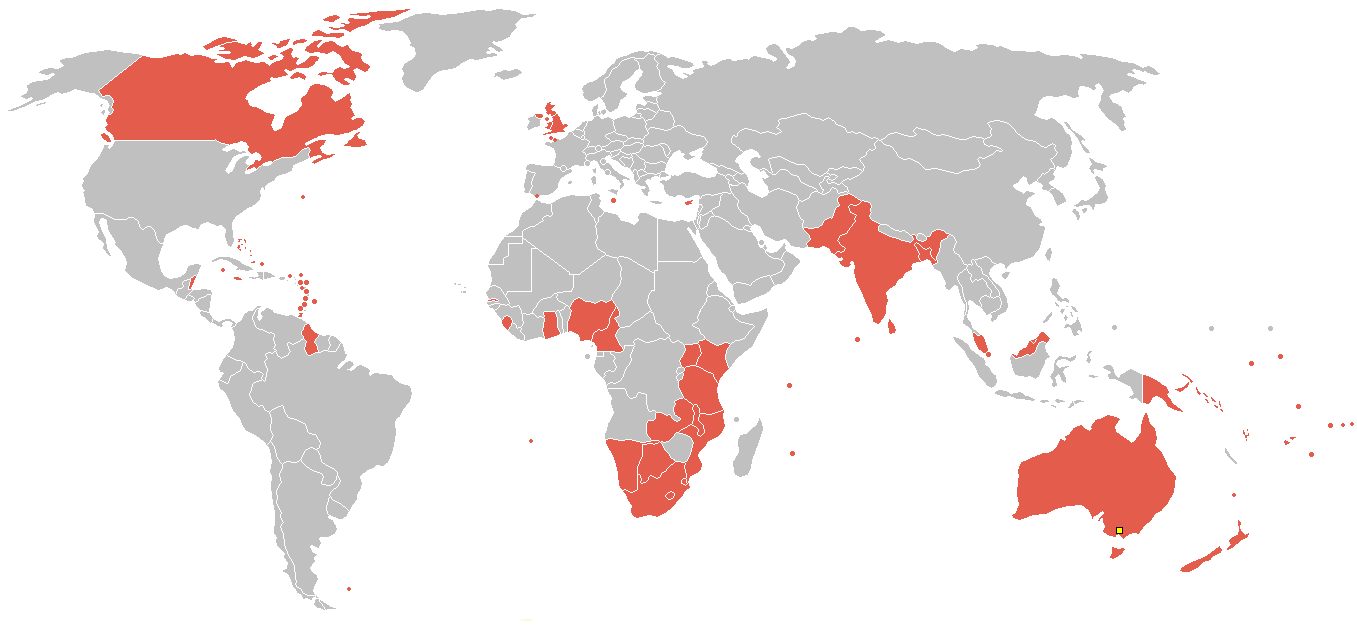
المشاركون

| البلدان والأقاليم المشاركة |
| --- |
| - أنغولا - أنتيغوا وباربودا - أستراليا (المستضيف) - البهاما - بنغلاديش - باربادوس - بليز - برمودا - بوتسوانا - الجزر العذراء البريطانية - بروناي - الكاميرون - كندا - جزر كايمان - جزر كوك - قبرص - دومينيكا - إنجلترا - جزر فوكلاند - فيجي - غامبيا - غانا - جبل طارق - غرينادا - غيرنزي - غويانا - الهند - جزيرة مان - جامايكا - جيرزي - كينيا - كيريباتي - ليسوتو - مالاوي - ماليزيا - جزر المالديف - مالطا - موريشيوس - مونتسرات - موزمبيق - ناميبيا - ناورو - نيوزيلندا - نيجيريا - نييوي - جزيرة نورفولك - أيرلندا الشمالية - باكستان - بابوا غينيا الجديدة - سانت هيلينا - سانت كيتس ونيفيس - سانت لوسيا - سانت فينسنت والغرينادين - ساموا - اسكتلندا - سيشل - سيراليون - سنغافورة - جزر سليمان - جنوب أفريقيا - سريلانكا - سوازيلاند - تنزانيا - تونغا - ترينيداد وتوباغو - جزر توركس وكايكوس - توفالو - أوغندا - فانواتو - ويلز - زامبيا |

## جدول الميداليات
| الترتيب  | منتخب               | ذهبية | فضية | برونزية | المجموع |
| -------- | ------------------- | ----- | ---- | ------- | ------- |
| 1        | أستراليا            | 84    | 69   | 69      | 222     |
| 2        | إنجلترا             | 36    | 40   | 34      | 110     |
| 3        | كندا                | 26    | 29   | 31      | 86      |
| 4        | الهند               | 22    | 17   | 11      | 50      |
| 5        | جنوب أفريقيا        | 12    | 13   | 13      | 38      |
| 6        | اسكتلندا            | 11    | 7    | 11      | 29      |
| 7        | جامايكا             | 10    | 4    | 8       | 22      |
| 8        | ماليزيا             | 7     | 12   | 10      | 29      |
| 9        | نيوزيلندا           | 6     | 12   | 13      | 31      |
| 10       | كينيا               | 6     | 5    | 7       | 18      |
| 11       | سنغافورة            | 5     | 6    | 7       | 18      |
| 12       | نيجيريا             | 4     | 6    | 7       | 17      |
| 13       | ويلز                | 3     | 5    | 11      | 19      |
| 14       | قبرص                | 3     | 1    | 2       | 6       |
| 15       | غانا                | 2     | 0    | 1       | 3       |
| 15       | أوغندا              | 2     | 0    | 1       | 3       |
| 17       | باكستان             | 1     | 3    | 1       | 5       |
| 18       | بابوا غينيا الجديدة | 1     | 1    | 0       | 2       |
| 19       | جزيرة مان           | 1     | 0    | 1       | 2       |
| 19       | ناميبيا             | 1     | 0    | 1       | 2       |
| 19       | تنزانيا             | 1     | 0    | 1       | 2       |
| 22       | سريلانكا            | 1     | 0    | 0       | 1       |
| 23       | موريشيوس            | 0     | 3    | 0       | 3       |
| 24       | باهاماس             | 0     | 2    | 0       | 2       |
| 24       | أيرلندا الشمالية    | 0     | 2    | 0       | 2       |
| 26       | الكاميرون           | 0     | 1    | 2       | 3       |
| 27       | بوتسوانا            | 0     | 1    | 1       | 2       |
| 27       | مالطا               | 0     | 1    | 1       | 2       |
| 27       | ناورو               | 0     | 1    | 1       | 2       |
| 30       | بنغلاديش            | 0     | 1    | 0       | 1       |
| 30       | غرينادا             | 0     | 1    | 0       | 1       |
| 30       | ليسوتو              | 0     | 1    | 0       | 1       |
| 33       | ترينيداد وتوباغو    | 0     | 0    | 3       | 3       |
| 34       | سيشل                | 0     | 0    | 2       | 2       |
| 35       | باربادوس            | 0     | 0    | 1       | 1       |
| 35       | فيجي                | 0     | 0    | 1       | 1       |
| 35       | موزمبيق             | 0     | 0    | 1       | 1       |
| 35       | ساموا               | 0     | 0    | 1       | 1       |
| 35       | سوازيلاند           | 0     | 0    | 1       | 1       |
| الإجمالي | الإجمالي            | 245   | 244  | 254     | 743     |